# شکوفه تقی
شکوفه تقی (زادهٔ ۱۳۳۸) روان‌شناس، ایران‌شناس، مذهب‌شناس و نویسندهٔ ایرانی است.
او برای نگارش کتاب زیباترین آواز برگزیدهٔ پنجمین دورهٔ کتاب سال ایران شد.